# 德利爾卡賓槍
德利爾卡賓槍（De Lisle carbine或De Lisle Commando carbine）是英軍在二戰時使用的特制手動卡賓槍。

## 設計
德利爾卡賓槍由英國人威廉·德利爾（William Godfray De Lisle）設計，在李-恩菲爾德Mk III*彈匣式短步槍（Short, Magazine, Lee-Enfield Mk III*）上改裝機匣、機頭及槍機，改用湯普森衝鋒槍的槍管及改裝的M1911手槍彈匣而成，德利爾卡賓槍發射.45 ACP手槍子彈，槍管裝有高效能整體式消聲器，發射時音量極低，且手動槍機不會在射擊後自動排出彈殼。整體式消聲器直徑為2寸，長度達全槍的一半，內有制退功能。
德利爾卡賓槍在1942年開始制造，原定生產600把，至1945年二戰完結只制造了129把，當中可分為三種版本（由Ford Dagenham的樣槍、Sterling，及1把傘兵摺疊槍托型樣槍）。由於不同公司生產，德利爾卡賓槍亦有三種不同的瞄準具，Ford Dagenham樣槍裝有溫徹斯特步槍的照門、P-14兩邊帶有護版的準星，Sterling版本及傘兵摺疊槍托型樣槍裝有蘭徹斯特Mk I的照門（後來由改用Mk I*版本）及可調風偏的準星。

德利爾卡賓槍具有良好的消聲暗殺效果，所以在二戰時主要被英軍突擊隊及特種部隊使用於特別任務，戰後亦有在馬來亞危機（Malayan Emergency）的英軍部隊中出現。

## 使用國
- 英国
- 美国－越戰期間有限地被美國軍隊用作測試用途。

## 流行文化

### 電子遊戲
- 2021年—《應徵入伍》：盟軍限時金券武器。

- 2022年—《蔚藍檔案》：古關憂的固有武器「消音器」原型。